# Comitê Nacional do Reagrupamento para o Desenvolvimento

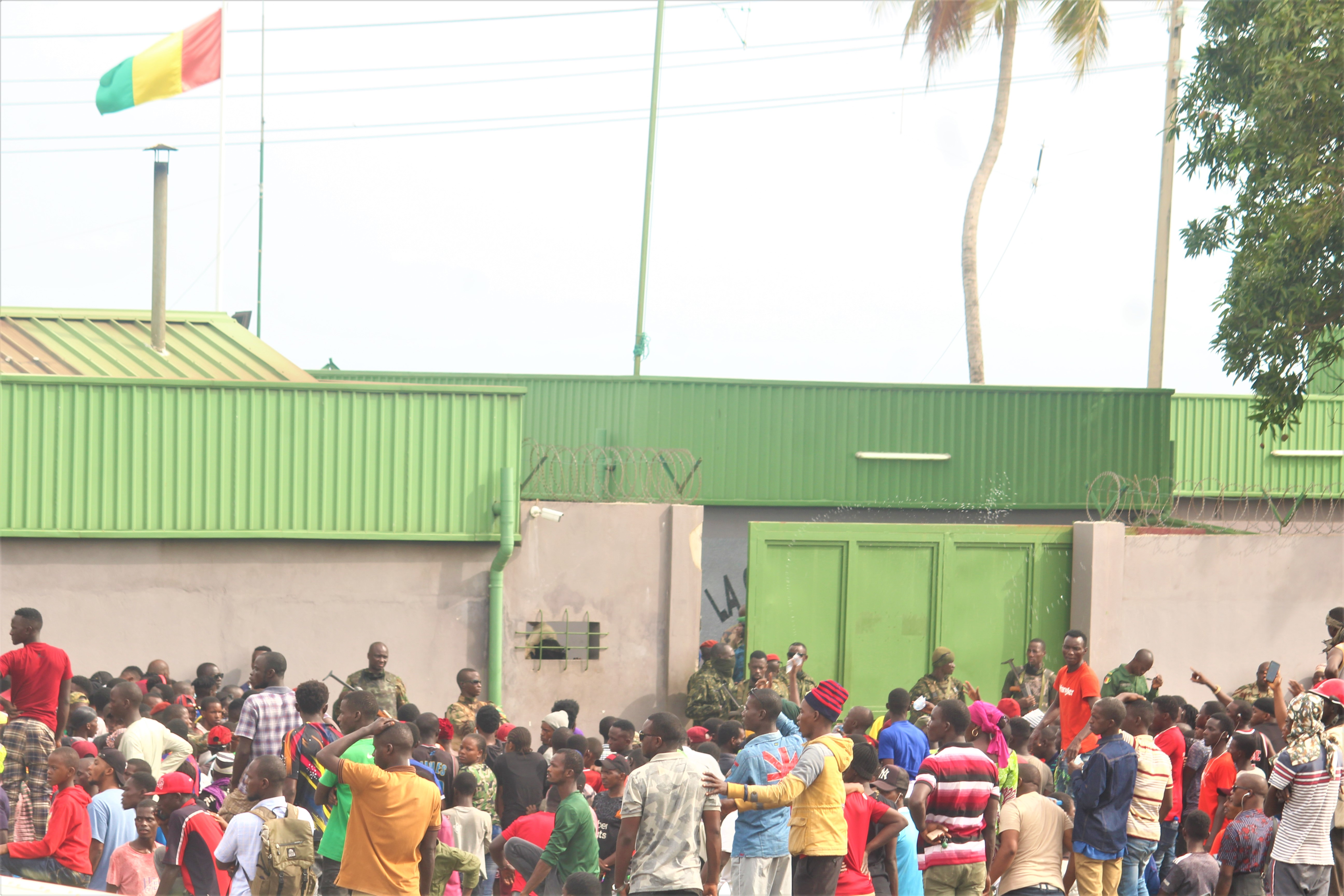
Apoiadores da junta militar em frente ao seu quartel-general no dia a seguir ao golpe de Estado.

Comitê Nacional do Reagrupamento para o Desenvolvimento (em francês:  Comité national du rassemblement pour le développement, CNRD), ou também Comitê Nacional de Agrupamento e Desenvolvimento (em francês:  Comité national du rassemblement et du développement) é a junta militar governante da Guiné proclamada após o golpe de Estado de 5 de setembro de 2021.

## Contexto histórico
Após muitos meses de violentos protestos populares causados pelo descontentamento com a crise econômica que grassava no país há muitos anos, mal administrada pelo governo e agravada pela pandemia COVID-19 também mal gerida, a Guiné estava à mercê de um período de forte instabilidade política e institucional. A causa que, no entanto, desencadeou com maior força os protestos, foi a confirmação, na sequência de um referendo (acusado pela oposição de ser fraudulento), para a alteração dos limites de mandatos presidenciais, o que permitiria ao presidente cessante Alpha Condé (no cargo desde 2010) disputar um terceiro mandato. Assim, aproveitando-se da turbulência politica, em 5 de setembro de 2021 o coronel guineense e chefe das forças especiais, bem como ex-legionário francês, Mamady Doumbouya, tomou o poder com um golpe de Estado.

## Formação
Um grupo de militares, que se autodenomina “Comitê Nacional de Agrupamento e Desenvolvimento”, tomou o poder em Conakry em um golpe de Estado em 5 de setembro de 2021, e deteve o presidente Alpha Condé.
O Tenente-Coronel Mamady Doumbouya, líder golpista, foi nomeado chefe do Comitê. Em seu discurso ao povo pela televisão, afirmou que as novas autoridades estão empenhadas em acabar com o "desperdício financeiro, pobreza e corrupção endémica", bem como "a instrumentalização da justiça e o desprezo dos direitos dos cidadãos".
O coronel Mamady Doumbouya, proclama que os militares vão liderar o país por um período de transição de dezoito meses.
Entre outras coisas, os militares também anunciaram a dissolução do governo e das instituições, a substituição de prefeitos e ministros por militares, a suspensão da Constituição, o fechamento das fronteiras aéreas e terrestres e um toque de recolher em todo território nacional.
Em 17 de setembro, a junta militar designou o presidente da República. Em 27 de setembro foi publicada a carta de transição que torna Doumbouya o presidente transitório e prevê a nomeação de um Conselho Nacional de Transição - que atuará como Parlamento e terá que redigir a próxima Constituição - e um primeiro-ministro civil. Além disso, Doumbouya e os outros membros da junta não serão elegíveis para as próximas eleições. Ele foi empossado em 1 de outubro no Palácio Mohammed V perante a Suprema Corte, que detinha as prerrogativas do Tribunal Constitucional dissolvido.

## Membros
- Presidente: Mamady Doumbouya;
- Ministro Secretário-Geral da Presidência da República: Amara Camara;
- Chefe do Estado Maior do Exército Guineense: Coronel Sadiba Koulibaly;[17]
- Alto Comandante da Gendarmaria Nacional: Coronel Balla Samoura;
- Porta-voz: Coronel Aminata Diallo;[18]
- Outros membros: Coronel Mohamed Sylla, Aboubacar Sidiki Camara.